# Бруно (Саскачеван)
Бруно (енгл. Bruno) је урбано насеље са статусом варошице у централном делу канадске провинције Саскачеван. Насеље се налази у брежуљкастом прелазном подручју на око 90 км источно од највећег града у провинцији Саскатуна.

## Историја
Године 1902. у ово подручје се доселила већа група немачких породица из Минесоте предвођених фрањевачким свештеником Бруном Доерфлером по коме је насеље и добило име. Колонија која је била уређена по строгим религиозним правилима године 1905. административно је уређена као рурална општина. 
Након што је велики број самостана у Немачкој уочи Првог светског рата национализован и претворен у војне кампове, велики број сестара Урсулинки је емигрирао у Канаду, а на инсистирање оца Доерфлера неке од њих су се населиле у Бруну. Први Урсулински женски манастир у Бруну отворен је 1919, а три године касније у оквиру њега отворена је и верска школа. Академија је радила све до 1982. када је затворена, а од 1999. до 2004. зграда академије је служила као сателитски кампус Универзитета Саскачевана. Универзитет је након тога враћен под окриље манастира. 

## Демографија
Према резултатима пописа становништва из 2011. у варошици је живело 574 становника у укупно 294 домаћинства, што је за 16% више у односу на 495 житеља колико је регистровано 
приликом пописа 2006. године.
| 2006. | 2011. |
| ----- | ----- |
| 495   | 574   |

## Привреда
Привредна активност насеља базира се на пољопривредној производњи, превасходно на узгоју житарица и уљарица, те свиње, говеда и ћурке. У близини се налази и налазиште поташе.